# Сент Ен (Илиноис)
Сент Ен (енгл. St. Anne) град је у америчкој савезној држави Илиноис.

## Демографија
По попису из 2010. године број становника је 1.257, што је 45 (3,7%) становника више него 2000. године.
| Група             | 2000.         | 2010.         |
| Белци             | 1.054 (87,0%) | 1.029 (81,9%) |
| Афроамериканци    | 10 (0,8%)     | 41 (3,3%)     |
| Азијати           | 1 (0,1%)      | 2 (0,2%)      |
| Хиспаноамериканци | 127 (10,5%)   | 174 (13,8%)   |
| Укупно            | 1.212         | 1.257         |